# Perry Lopez
Perry Lopez, född Julios Caesar Lopez 22 juli 1929 i New York, död 14 februari 2008 i Los Angeles, var en amerikansk skådespelare.
Perry Lopez var av puertoricanskt påbrå och började sin karriär som teaterskådespelare. En av hans mer kända roller är som polismannen Lou Escobar, som han spelar både i 1974 års Chinatown samt i uppföljaren The Two Jakes från 1990.